# 恩斯特·德贝斯
恩斯特·德贝斯（德語：Ernst Debes；1840年6月22日—1923年11月25日），是一位德国制图师。

## 生平
1840年生于德国艾森纳赫市诺伊基。1858年，德贝斯曾在哥达师从地理学家奥古斯特·彼得曼（August Petermann），然后去巴黎继续他的学业，1872年在莱比锡创建了一所地理研究所，是专业地图测绘教育的高级培训机构。1992年曾致力于对月球图的研究，月球的一座环形山就是以他的名字命名的。
1923年11月25日，恩斯特·德贝斯在莱比锡去世。